# Bütgenbach
Bütgenbach (franceză Butgenbach) este o comună germanofonă din regiunea Valonia din Belgia. Comuna este formată din localitățile Bütgenbach, Elsenborn, Weywertz, Nidrum, Berg bei Bütgenbach, Leykaul și Küchelscheid. Suprafața totală este de 97,31 km². La 1 ianuarie 2008 comuna avea o populație totală de 5.610 locuitori. 